# Чікош (пастух)

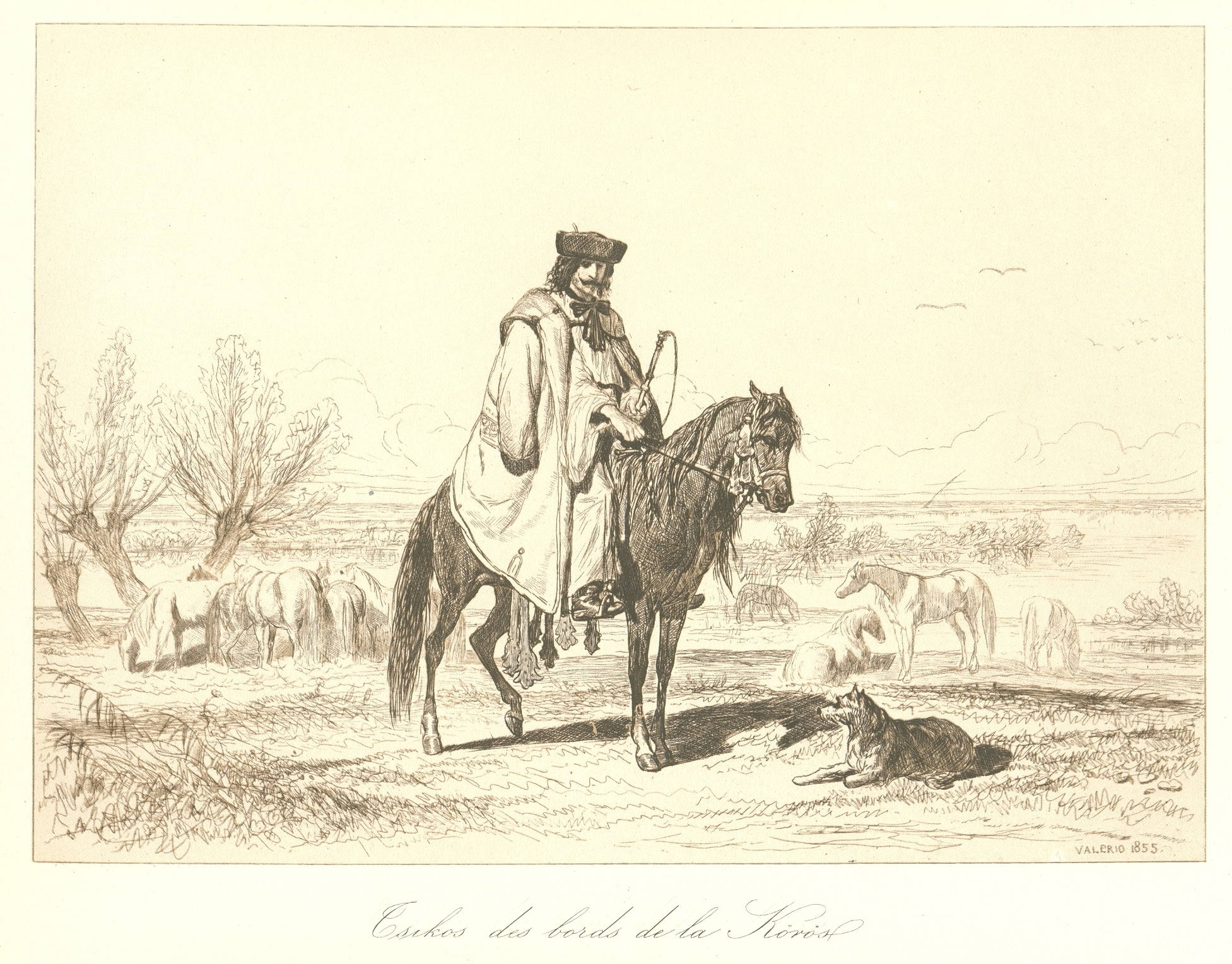
Чікош (пастух), Угорська велика рівнина, ілюстрація ХІХ ст.

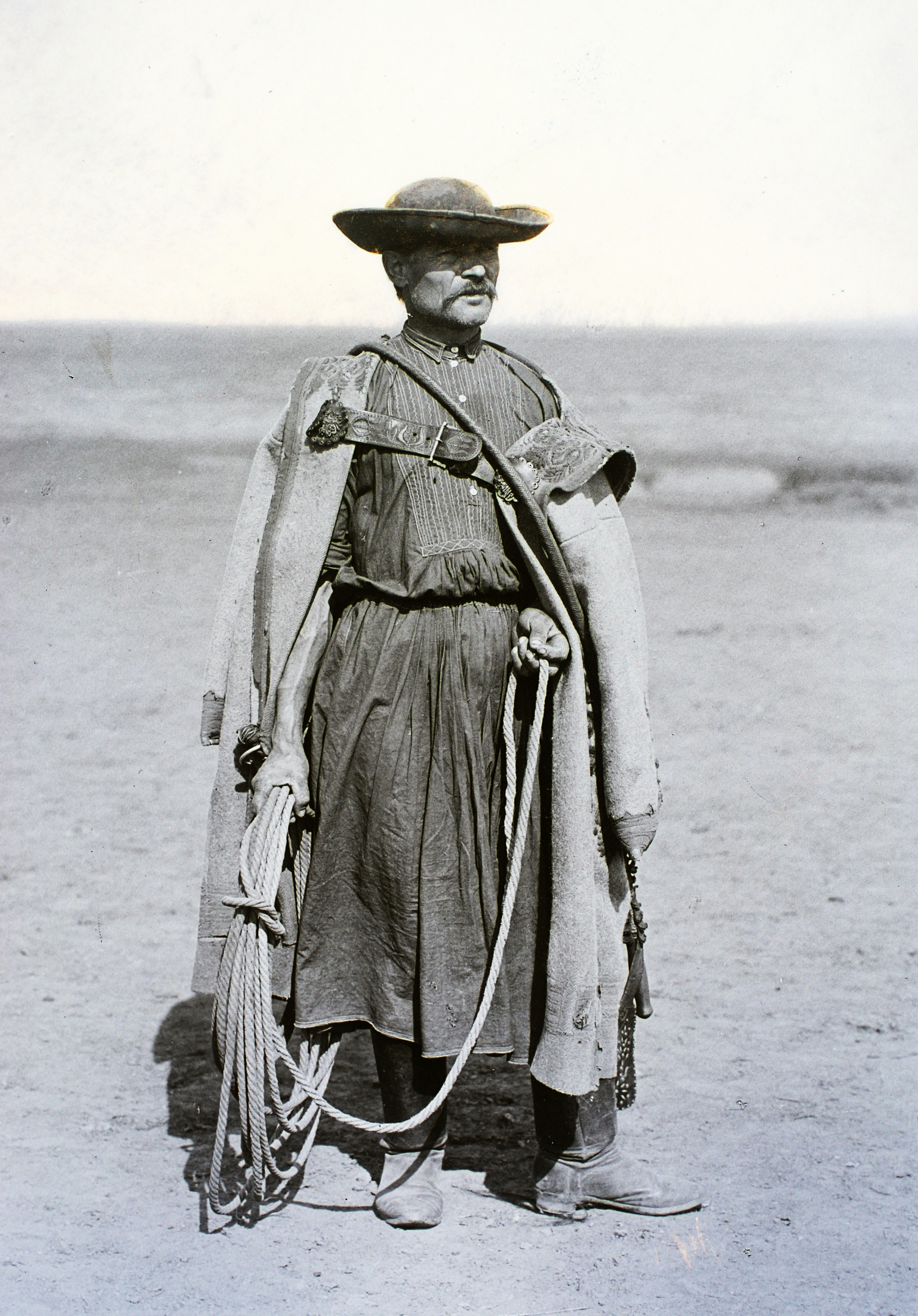
Чікош (пастух коней), Угорщина, Гортобадь, долина річки Тиса, фото 1908 р.

Чікош (угор. Csikós, лоша) — табунник, кінський пастух на Угорських великих рівнинах. Чікоші славляться як лихі та витривалі вершники, що пасуть ціле літо величезні табуни коней просто неба. Представляють оригінальне явище народного життя Угорщини, в угорській історичній культурі та народній поезії відіграють досить помітну роль для становлення угорського народу від початку.
Інколи «чікош» називають особливий вид чоловічого круглого пояркового (різновид фетру, на який йде вовна ягнят від першої стрижки) капелюха в Угорщині, яка своєю формою нагадує капелюхи чікошів, з високими крисами, тісно прилеглими до тулії (оголовок, що покриває голову).
Історично з культурою чікошів тісно пов'язують національну культуру, від музичної до гастрономічної, також до культури вправних вершників відносять представників європейської легкої кіноти Гусарів, які вперше з'явилися саме в Угорщині. Давні традиції чікошів угорський народ зберігає до сучасних часів.